# Tour de France
Tour de France je godišnje natjecanje u biciklizmu koje se održava kroz cijelu Francusku uz povremene posjete susjednim zemljama. Prvi put je održana 1903. i od tada se održava svake godine uz nekoliko godina pauze tijekom dva svjetska rata. Trka se tradicionalno vozi u srpnju kroz tri tjedna i dugačka je oko 3500 km te se sastoji od 21 etape i dva slobodna dana. Tour de France, skupa s utrkama Giro d'Italia i Vuelta, čini "Grand tour"- tri najveće biciklističke utrke na svijetu. Tijekom utrke vodeći u ukupnom poretku nosi žutu majicu. Osim nje postoje i točkasta majica (najbolji brdski vozač), zelena majica (najbolji sprinter) i bijela majica (najbolji mladi vozač).
Uobičajeno na utrci sudjeluje između 20 i 22 ekipe, a svaka broji 9 članova.
Riječ je o izuzetno napornoj utrci koja od natjecatelja zahtjeva vrhunsku pripremljenost i svestranost. Etape su duge, a voze se po stazama različite konfiguracije, s čestim usponima. Samo osnivanje ove utrke, kao i prvi dani biciklizma, dapače, bili su mnogo romantičniji.
Najbolji rezutati hrvatskih biciklista mogu se vidjeti ovdje.

## Povijest
Smatra se da je osnivač najčuvenije svjetske utrke bio francuz Henry Degrange. Još danas u njegovu čast na svakoj žutoj majici stoje njegovi inicijali H.D. Kao direktoru lista L'auto, a i biciklistu, pala mu je na um ideja da od 1903. godine organizira do tada najveću utrku, Tour de France, u šest etapa i ukupnoj dužini od 2428 kilometara. Ovaj prijedlog prihvaćen je u Europi iako su ga mnogi dočekali skeptično. Francuska tada nije imala ni puteve ni mostove da se prevezu toliki kilometri na dva kotača.
Trka je, međutim, započela 1. srpnja 1903. godine, iz mjesta Non Gerona, a u pravcu Liona, gdje je trebao biti cilj prve etape. Na startu se pojavilo 60 natjecatelja, više nego što se očekivalo, ali ne treba se ni čuditi jer je nadmetanje pružalo i druge izazove, kao što je tadašnji nagradni fond utrke iznosio 20 000 franaka. Svaki natjecatelj dobivao je po 5 franaka na svaki dan vožnje. Prepolovljena je i naknada za sudjelovanje s 20 na 10 franaka. Sve to rezultiralo je rađanjem Tour de Francea.
U Marseilleu, Toulouseu, Bordeauxu, Nantesu i na cilju, u Parizu, biciklizam je promatrao veliki broj ljudi. Oči su prije bile uprte na Morisa Garina, Talijana, koji je dominirao tijekom cjele utrke i na kraju prošao prvi kroz cilj.
U ono vrijeme, Garin je bio čuveni biciklist jer se prije trijumfa u Touru okitio i vjencima pobjednika na još dvije, tada čuvene utrke. Kao rijetko koji šampion, on je pobjeđivao drugoplasiranog Renea Potiera, ostavljajući ga iza sebe gotovo čitava tri sata.
Tijekom vremena, biciklisti su se sve bolje pripremali za napore koji ih očekuju na Touru, pa se smanjivalo vrijeme za koje su se prolazile etape. Naravno, svemu tome doprinio je i razvoj tehnologije, samim tim i usavršavanja bicikala. 
1905., uvodi se timsko nastupanje biciklista. Osnivači timova bili su uglavnom čuveni proizvođači dvokolica ili dijelova.

## Unutarnje poveznice
- Popis pobjednika Tour de Francea
- Tour de France 2010.
- Tour de France 2011.
- Tour de France 2012.
- Tour de France 2013.
- Tour de France 2014.
- Tour de France 2015.
- Tour de France 2016.